# Maquia: Chờ ngày lời hứa nở hoa
Sayonara no Asa ni Yakusoku no Hana o Kazarō (Nhật: さよならの朝に約束の花をかざろう n.đ.: "Hãy điểm tô đóa hoa ước hẹn về ban mai ly biệt"), gọi tắt là Sayoasa (さよ朝), là một phim anime điện ảnh năm 2018 được viết và đạo diễn bởi Okada Mari và được P.A.Works sản xuất. Ishii Yuriko phụ trách phần thiết kế nhân vật được lấy hình dáng của hình mẫu cũ do Yoshida Akihiko thiết kế và phần âm thanh bởi Kawai Kenji. Bộ phim là tác phẩm đầu tay của tác giả Okada và được sản xuất độc lập bởi P.A.Works. Bộ phim được công chiếu tại Nhật Bản vào ngày 24 tháng 2 năm 2018 dưới dạng phát hành chung và được công chiếu bên ngoài Nhật Bản vào ngày 4 tháng 3 năm 2018 tại Liên hoan phim Glasgow. Tại Việt Nam, phim được công chiếu từ ngày 7 tháng 9 năm 2018, tựa đề tiếng Việt là Maquia: Chờ Ngày Lời Hứa Nở Hoa dựa theo tựa đề bản tiếng Anh là Maquia: When the Promised Flower Blooms.
Bộ phim được phát hành tại các rạp ở Úc và New Zealand vào ngày 7 tháng 6 năm 2018 bởi Madman Entertainment; nước Anh và Ireland vào ngày 27 tháng 6 năm 2018 bởi Anime Limited; vào ngày 20 tháng 7 năm 2018 tại Hoa Kỳ và Canada do ElBhành. Bản lồng tiếng Anh của bộ phim được công chiếu vào ngày 21 tháng 9 năm 2018 tại Hoa Kỳ. Bộ phim được phát hành trên DVD và Blu-Ray vào ngày 5 tháng 2 năm 2019. DVD chỉ có một bản tiếng Anh; trong khi Blu-ray có cả bản tiếng Anh và tiếng Nhật.

## Cốt truyện
Người Iorph là một thị tộc có khả năng sống đến hàng trăm năm, cư ngụ ở nơi xa cách với thế giới của con người. Họ sống bình yên qua từng ngày và dệt Hibiol, một loại vải đặc biệt đóng vai trò một biên niên sử ghi lại dòng chảy của thời gian. Con người coi họ là một huyền thoại, và gọi họ là "Thị tộc biệt lập".
Maquia là một cô gái mồ côi trẻ, làm phụ tá cho tộc trưởng của thị tộc Iorph là Racine. Tộc trưởng đã cảnh báo cô không nên nảy sinh tình cảm gắn bó yêu thương với người ngoài, vì rồi sẽ có một ngày điều đó sẽ làm cho Maquia cô đơn. Tối hôm đó, Vương quốc Mezarte đã gửi một đội quân cưỡi rồng Renato đến tấn công làng Iorph. Họ giết gần hết tộc lorph và bắt đi Leilia - một người bạn của Maquia đi. Một trong số những con rồng Renato đã bị bệnh "Mắt đỏ" nên đã trở nên điên cuồng và bắt đầu tấn công; nó bị vướng vào những mảnh vải Hibiol và rồi bay khỏi ngôi làng, kéo theo Maquia đang nắm chặt lấy một mảnh vải. Cô rơi xuống khu rừng và bị bất tỉnh. Sau khi tỉnh dậy, Maquia gặp một lữ đoàn bị phục kích và một thương gia mang nửa dòng máu Iorph đang uống rượu. Tại đây cô ấy tìm thấy một đứa trẻ mới sinh, được giữ chặt trong bàn tay người mẹ đã mất. Không muốn đứa trẻ phải chết, Maquia gỡ từng ngón tay của người mẹ ra, ôm lấy đứa bé và nhận làm con của mình. Sáng hôm sau cô cùng đứa con đi đến làng Helm và gặp được một người phụ nữ tốt bụng tên Mido. Mido đã cho họ sống cùng và nuôi họ cùng với hai đứa con trai của mình là Lang và Deol. Maquia đặt tên cho con mình là Ariel.
Thời gian trôi qua và Ariel đã trưởng thành từ một đứa trẻ thành một cậu bé. Vương quốc Mezarte xây dựng sức mạnh và tiếng tăm của mình bằng quyền sở hữu Renato cổ đại, nhưng loài rồng Renato đã bị hội chứng "Mắt đỏ" và chết dần từng con một. Lo sợ mất đi sức mạnh, nhà vua Mezarte đã quyết định sử dụng Leilia để duy trì dòng máu hoàng gia, bởi người Iorph có khả năng sống rất lâu. Thông qua tin nhắn được dệt ẩn trong một mảnh Hibiol mà Maquia nhận được từ cửa hàng nơi mình đang làm việc, cô phát hiện ra rằng Leilia đã bị ép buộc vào một cuộc hôn nhân sắp đặt với hoàng tử Hazel. Maquia cùng với Ariel đi đến Vương quốc Mezarte bằng tàu để đến giải thoát Leilia. Trên tàu, cô gặp Krim, một người bạn cũ của cô ở Iorph và là người yêu của Leilia. Krim cũng đang tìm cách giải cứu Leilia ra khỏi lâu đài. Ở thủ đô của Mezarte, cả hai phối hợp cùng với một số người Iorph khác phục kích cuộc diễu hành hoàng gia cho đám cưới của hoàng tử Hazel và Leilia. Maquia đã giải thoát cho Leilia, nhưng Leilia không thể cùng cô chạy trốn nữa vì Leilia đang mang thai đứa con của hoàng tử. Thương gia bán Iorph đã giúp Maquia chạy trốn trước khi bị những cận vệ hoàng gia bắt. Krim thì không hề nản lòng, quyết tâm tiếp tục cố gắng giải thoát Leilia.
Nhiều năm trôi qua, Maquia và Ariel chuyển đến thành phố Dorail, nơi Maquia làm nhân viên phục vụ bàn trong một nhà hàng. Ariel ngày càng xa lánh Maquia vì biết mình không phải con ruột của cô. Còn Leilia vẫn bị giam giữ bên trong cung điện. Cô không được phép gặp con gái Medmel của mình kể từ lúc cô bé được sinh ra. Và điều kì lạ là Medmel không có những đặc điểm ngoại hình giống như người Iorph. Một ngày nọ, Ariel và Maquia tình cờ đoàn tụ với Lang. Anh giờ là một người lính trong quân đội của Mezarte. Ariel sau đó đã quyết định cùng với Lang gia nhập quân đội. Chỉ một lúc sau khi Ariel rời đi, Maquia bị Krim bắt cóc đến cung điện.
Khoảng 10 năm sau, Ariel đã quay trở lại thủ đô và kết hôn với Dita, người bạn thuở nhỏ của anh ở Helm. Cô đang mang thai đứa con đầu lòng. Trong khi đó, Krim đã tập hợp sự hỗ trợ của các quốc gia láng giềng để xâm chiếm và lật đổ Mezarte. Cuộc chiến nổ ra không lâu sau đó, Krim và Maquia cưỡi ngựa cố gắng tiếp cận cung điện để tìm Leilia. Họ bị tách ra trong một khu rừng bên ngoài thủ đô và sau đó Maquia có cuộc gặp gỡ ngắn ngủi với Ariel. Khi đang chạy trốn, Maquia tình cờ đi đến nhà của Ariel và Dita và thấy Dita sắp chuyển dạ. Cô giúp Dita sinh con trong khi Ariel đang ở trên chiến trường. Maquia tìm kiếm Ariel để nói lời tạm biệt 
rồi đi đến cung điện. Tại cung điện, Krim đã tìm được Leilia. Leilia muốn được gặp con gái Medmel của mình nhưng vì trải qua quá nhiều thứ nên Krim đã dần trở nên ích kỉ và không muốn điều đó xảy ra. Anh đã cố đốt cháy cung điện để được chết với người mình yêu, nhưng người lính hầu cận Izor bắn Krim chết để bảo vệ Leilia. Khi trận chiến kết thúc và vương quốc Mezarte sụp đổ, Ariel trở về nhà để gặp cô con gái mới sinh. Leilia đã có được một khoảnh khắc ngắn ngủi bên con gái Medmel của mình. Maquia lấy con Renato còn sống cuối cùng và bay về quê hương Iorph cùng Leilia.
Nhiều năm sau, Maquia trở lại làng Helm để tìm lại Ariel, giờ đã thành một ông lão đang nằm trên giường bệnh. Cô nắm tay Ariel cho tới khi nghe được tiếng Ariel thì thào "Mừng mẹ về", và rồi Ariel nhắm mắt. Rời khỏi nhà với nỗi đau mất mát con trai, cô vừa khóc vừa nhớ lại những kỉ niệm buồn vui bên Ariel và xin lỗi vì đã phá vỡ lời hứa "sẽ không khóc" với Ariel. Dẫu nỗi đau ấy vô cùng to lớn, nhưng việc được yêu thương con trai đã mang lại hạnh phúc cho cô. Hình ảnh cuối cùng của bộ phim cho thấy ngôi làng được tái định cư một lần nữa bởi người những Iorph còn sống cùng con cháu của họ, bao gồm Maquia, Leilia và con rồng Renato cuối cùng.

## Lồng tiếng
| Nhân vật     | Tiếng Nhật                    |
| ------------ | ----------------------------- |
| Maquia       | Iwami Manaka                  |
| Ariel        | Irino Miyu Sakurai Yuki (trẻ) |
| Leilia       | Kayano Ai                     |
| Krim         | Kaji Yūki                     |
| Racine       | Sawashiro Miyuki              |
| Lang         | Hosoya Yoshimasa              |
| Mido         | Satō Rina                     |
| Tita (Dita)  | Hikasa Yōko                   |
| Medmel       | Kuno Misaki                   |
| Izor         | Sugita Tomokazu               |
| Darel (Deol) | Hirata Hiroaki                |

## Đón nhận

### Doanh thu
Maquia: Chờ ngày lời hứa nở hoa được phát hành vào ngày 24 tháng 2 năm 2018 và được khởi chiếu tại 74 rạp trong Nhật Bản với lượng khán giả là 31,768 người. Bộ phim thu về 47 triệu yên sau 2 ngày công chiếu, đứng thứ năm trong bảng xếp hạng tuần đó. Với lượng phán giả đông đảo, nhà phân phối phim quyết định tăng số rạp lên 93. Đến tháng 6 năm 2018, phim thu về 350 triệu yên với tổng khán giả là 245.000 người.
Tính đến  ngày 1 tháng 11 năm 2018, Maquia: Chờ ngày lời hứa nở hoa đã cán vạch 160.988 đô la ở Hoa Kỳ và Canada. Đến tháng 2 năm 2019, bộ phim đã thu về 3,4 triệu đô la trên toàn thế giới, bao gồm 1,2 triệu đô la ở Nhật Bản và 1,6 triệu đô la ở Trung Quốc.

### Đánh giá
Trong bản đánh giá Rotten Tomatoes, phim được đánh giá 100% chỉ với 24 lượt bình luận, với chỉ số trung bình là 7.7/10. Theo sự đồng thuận của khán giả, "Maquia: Chờ Ngày Lời Hứa Nở Hoa thả neo bối cảnh tưởng tượng đầy màu sắc của nó trong các chủ đề phổ quát - và sâu sắc - trong thế giới thực ". Metacritic công bố điểm là 72/100, chỉ dựa trên 8 lượt bình luận, nhưng được coi là "những bình luận yêu thích nhất".
Đạo diễn của bộ phim từng có doanh thu cao nhất Nhật Bản Your Name – Tên cậu là gì?, Shinkai Makoto, nhận xét về bộ phim trên Twitter: "Đó là một bộ phim tuyệt vời làm rung chuyển những kỷ niệm đã quên trong tôi. Đạo diễn Mari Okada, tiếp tục thể hiện sự mới lạ của anime với tư cách là nhà biên kịch..."